# Pananjung (Pangandaran)
Pananjung is een bestuurslaag in het regentschap Ciamis van de provincie West-Java, Indonesië. Pananjung telt 8517 inwoners (volkstelling 2010).